# Hannover Musketeers
Gli Hannover Musketeers sono stati una squadra di football americano di Hannover, in Germania; fondati nel 1997, hanno chiuso nel 2006.

## Dettaglio stagioni

### Tornei nazionali

#### Campionato

##### GFL
| Stagione | regular season | regular season | regular season | regular season | regular season | regular season | playoff | playoff | playoff | playoff | playoff | playoff    | playoff         |
|          | Vin            | Par            | Per            | Tot            | PF             | PS             | Vin     | Per     | Tot     | PF      | PS      | risultato  | avversaria      |
| -------- | -------------- | -------------- | -------------- | -------------- | -------------- | -------------- | ------- | ------- | ------- | ------- | ------- | ---------- | --------------- |
| 2004     | 1              | 0              | 11             | 12             | 95             | 410            | 0       | 2       | 2       | 21      | 92      | Retrocessi | Cologne Falcons |
| Totale   | 1              | 0              | 11             | 12             | 95             | 410            | 0       | 2       | 2       | 21      | 92      |            |                 |

Fonti: Enciclopedia del Football - A cura di Roberto Mezzetti

##### 2. Bundesliga
| Stagione | regular season | regular season | regular season | regular season | regular season | regular season | playoff | playoff | playoff | playoff | playoff | playoff   | playoff    |
|          | Vin            | Par            | Per            | Tot            | PF             | PS             | Vin     | Per     | Tot     | PF      | PS      | risultato | avversaria |
| -------- | -------------- | -------------- | -------------- | -------------- | -------------- | -------------- | ------- | ------- | ------- | ------- | ------- | --------- | ---------- |
| 2002     | 6              | 0              | 4              | 10             | 231            | 190            | -       | -       | -       | -       | -       | -         | -          |
| 2003     | 6              | 0              | 2              | 8              | 201            | 87             | -       | -       | -       | -       | -       | -         | -          |
| 2005     | 4              | 0              | 10             | 14             | 203            | 396            | -       | -       | -       | -       | -       | -         | -          |
| Totale   | 16             | 0              | 16             | 32             | 635            | 673            | -       | -       | -       | -       | -       |           |            |

Fonti: Enciclopedia del Football - A cura di Roberto Mezzetti

##### Regionalliga
| Stagione | regular season | regular season | regular season | regular season | regular season | regular season | playoff | playoff | playoff | playoff | playoff | playoff             | playoff                                      |
|          | Vin            | Par            | Per            | Tot            | PF             | PS             | Vin     | Per     | Tot     | PF      | PS      | risultato           | avversaria                                   |
| -------- | -------------- | -------------- | -------------- | -------------- | -------------- | -------------- | ------- | ------- | ------- | ------- | ------- | ------------------- | -------------------------------------------- |
| 1999     | 7              | 1              | 2              | 10             | 264            | 186            | 1       | 1       | 2       | 19      | 36      | Finale              | Dresden Monarchs                             |
| 2000     | 7              | 0              | 3              | 10             | 174            | 74             | 1       | 3       | 4       | 66      | 99      | Finale/Non promossi | Magdeburg Virgin Guards/Langenfeld Longhorns |
| 2001     | 10             | 0              | 0              | 10             | 327            | 58             | 2       | 0       | 2       | 56      | 0       | Campioni            | Lübeck Cougars                               |
| 2006     | 0              | 0              | 10             | 10             | 0              | 200            | -       | -       | -       | -       | -       | -                   | -                                            |
| Totale   | 24             | 1              | 15             | 40             | 765            | 518            | 4       | 4       | 8       | 141     | 135     |                     |                                              |

Fonti: Enciclopedia del Football - A cura di Roberto Mezzetti

##### Oberliga
| Stagione | regular season | regular season | regular season | regular season | regular season | regular season | playoff | playoff | playoff | playoff | playoff | playoff   | playoff          |
|          | Vin            | Par            | Per            | Tot            | PF             | PS             | Vin     | Per     | Tot     | PF      | PS      | risultato | avversaria       |
| -------- | -------------- | -------------- | -------------- | -------------- | -------------- | -------------- | ------- | ------- | ------- | ------- | ------- | --------- | ---------------- |
| 1998     | 7              | 0              | 1              | 8              | 187            | 74             | 2       | 0       | 2       | 39+?    | 6+?     | Campioni  | Bremen Firebirds |
| 2004     | 0              | 0              | 8              | 8              | 0              | 160            | -       | -       | -       | -       | -       | -         | -                |
| Totale   | 7              | 0              | 9              | 16             | 187            | 234            | 2       | 0       | 2       | 39+?    | 6+?     |           |                  |

Fonti: Enciclopedia del Football - A cura di Roberto Mezzetti

##### Verbandsliga
| Stagione | regular season | regular season | regular season | regular season | regular season | regular season | playoff | playoff | playoff | playoff | playoff | playoff   | playoff    |
|          | Vin            | Par            | Per            | Tot            | PF             | PS             | Vin     | Per     | Tot     | PF      | PS      | risultato | avversaria |
| -------- | -------------- | -------------- | -------------- | -------------- | -------------- | -------------- | ------- | ------- | ------- | ------- | ------- | --------- | ---------- |
| 2003     | 2              | 0              | 4              | 6              | 89             | 142            | -       | -       | -       | -       | -       | -         | -          |
| Totale   | 2              | 0              | 4              | 6              | 89             | 142            | -       | -       | -       | -       | -       |           |            |

Fonti: Enciclopedia del Football - A cura di Roberto Mezzetti

##### Landesliga
| Stagione | regular season | regular season | regular season | regular season | regular season | regular season | playoff | playoff | playoff | playoff | playoff | playoff   | playoff    |
|          | Vin            | Par            | Per            | Tot            | PF             | PS             | Vin     | Per     | Tot     | PF      | PS      | risultato | avversaria |
| -------- | -------------- | -------------- | -------------- | -------------- | -------------- | -------------- | ------- | ------- | ------- | ------- | ------- | --------- | ---------- |
| 2002     | 0              | 0              | 2              | 2              | 8              | 72             | -       | -       | -       | -       | -       | -         | -          |
| Totale   | 0              | 0              | 2              | 2              | 8              | 72             | -       | -       | -       | -       | -       |           |            |

Fonti: Enciclopedia del Football - A cura di Roberto Mezzetti